# Villa Eben (Kadaň)
Villa Eben (čp. 826) byla reprezentativní rezidence židovské rodiny Ebenových v Kadani. Nalézá se na pravém břehu řeky Ohře v usedlosti zvané Kostelní Dvůr. Přežila asanaci této usedlosti roku 1982. Villa Eben byla postavena roku 1925 podle projektu kadaňského architekta a stavitele Paula Petera. Tento projekt vznikl na objednávku statkáře Semyho Ebena a jeho manželky Else.

## Výstavba
Villa Eben se nachází na pravém břehu řeky Ohře v usedlosti zvané Kostelní Dvůr. Kostelní Dvůr představuje pozůstatek středověkého kadaňského předměstí, zvaného Kelchlens, později Kirchleshof. Až do poloviny 20. století náležel církevní správou i s takzvaným Zámostím k farnímu kostelu sv. Vavřince na Želině. Do asanace roku 1982 stálo v Kostelním Dvoře zhruba šest stavení.
Od roku 1924 byli vlastníky této usedlosti manželé Semy a Else Ebenovi a ještě téhož roku se rozhodli pro stavbu reprezentativní vily. Projekt si objednali u kadaňského architekta a stavitele Paula Petera, který po smrti svého otce Josefa Petera, významného stavitele a autora projektů řady starších vil v Kadani, převzal jeho úspěšnou stavební firmu. Projekt byl realizován v průběhu roku 1925 a již na podzim se pak ve vile bydlelo. V budově byla mimo jiné umístěna kancelář statkáře Semyho Ebena a vila samotná byla obklopena velkolepou zahradou, jež sahala téměř od řeky Ohře až k tzv. Pokutické silnici. Eben provozoval v Kostelním Dvoře chov koní a ovcí. Pro své stádo nechal v roce 1934 podle projektu stavitele Paula Petera zřídit také nový ovčín. Kostelní Dvůr na pravém břehu řeky Ohře byl tehdy s městem Kadaní spojen přívozem.

## Majitelé a obyvatelé
Stavebníky a majiteli Villy Eben, jakož i celé usedlosti Kostelní Dvůr, byli manželé Semy a Else Ebenovi. Oba pocházeli z významných židovských rodin a oba se hlásili ke svému židovskému vyznání. Statkář Semy Eben, narozený roku 1890, pocházel ze vsi Mory u Podbořan, jeho manželka Else, se narodila roku 1892 v Kadani. Elsina rodina, Schneiderovi, patřila k vůbec nejvýznamnějším kadaňským židovským rodinám. Její děda, Alois Schneider (zemřel roku 1889), původem obchodník se Širokých Třebčic u Podbořan, přišel do Kadaně již v roce 1870, čímž de facto obnovil kadaňskou židovskou komunitu. Z jeho osmi dětí se stali úspěšní lékaři, právníci a obchodníci. Elsin otec David Schneider, jinak též velkoobchodník obilím a dalšími zemědělskými produkty, byl od roku 1893 dokonce předsedou Židovské obce Kadaň.
Bezprostředně po připojení Kadaně k nacionálně-socialistickému Německu uprchla v říjnu roku 1938 rodina Ebenových před antisemitským terorem do českého vnitrozemí. Další osudy jejích členů však zatím nebyly odkryty.
V Kostelním Dvoře se též v době, kdy jej spravovala rodina Ebenových, narodil Walter Schmidt (1934–2015), jeho děda býval u statkáře Ebena vrchním ovčákem. Walter Schmidt, později významný automobilový technik, jehož německá rodina nalezla po svém vyhnání z Kadaně nový domov v bavorském Řezně, působil ve firmě Daimler, která vyráběla vozy značky Mercedes.